# Williamsport (Maryland)
Williamsport è un comune degli Stati Uniti d'America, situato nello stato del Maryland, nella contea di Washington.